# Sony MAX (Sudáfrica)
Sony MAX Sudáfrica fue un canal de entretenimiento general parte de DStv, un operador de TV satelital propiedad de MultiChoice para los países de África Subsahariana. Era la versión sudafricana y subsidiaria de la marca Sony Entertainment Television, visto en más de 100 países de todo el mundo. 

## Historia
El canal es el reemplazo de Animax África, lanzado el 3 de noviembre de 2007 y cerrado el 31 de octubre de 2010 por baja audiencia.
Sony MAX fue lanzado el 1 de febrero de 2011, ofreciendo 24 horas de series de entretenimiento, cine y realitys dirigidos hacia el público masculino. También es el canal hermano de Sony MAX India, que emite en idioma hindi centrándose solo películas de Bollywood. El 31 de octubre de 2018, Multichoice informó que Sony MAX y Sony Channel África dejarían de estar disponibles en el operador DStv por no renovar el contrato de distribución con Sony Pictures Television Networks. El canal continuó en el operador Cell C Black hasta su cese definitivo de transmisiones el 28 de febrero de 2019.

## Programación
- 1000 Ways to Die (1000 Maneras de Morir)
- The Boondocks
- Cheaters
- Fatal Attractions
- Hardcore Pawn: Chicago (El mejor precio: Chicago)
- Hole in the Wall
- Impractical Jokers
- South Beach Tow (Los Remolcadores de South Beach)